# Noboru Ishiguro
Pour les articles homonymes, voir Ishiguro.
Noboru Ishiguro (石黒 昇, Ishiguro Noboru) né le 24 août 1938 et mort le 20 mars 2012, était un animateur japonais principalement connu pour avoir réalisé les séries animées Space Battleship Yamato II, Super Dimension Fortress Macross, Super Dimension Century Orguss, Humanoid Monster Bem, Megazone 23 - Part I, Legend of the Galactic Heroes, et Tytania.
Il était diplômé de la Nihon University College of Art. Pendant ses études, il commence sa carrière d'animateur en tant qu'assistant à temps partiel sur Tetsujin 28. Après avoir obtenu son diplôme, il trouve un emploi chez Television Pictures Co.,Ltd. et fait ses débuts avec Mysterious Thief Dr. Pride et Marine Boy.
Lors de sa jeunesse, Noboru Ishiguro faisait partie d'un groupe de musique folk hawaïenne. Il a donc mis à profit ses connaissances musicales dans ses œuvres telles que The Super Dimension Fortress Macross: Do You Remember Love ? et Legend of the Galactic Heroes.

## Décès
Ishiguro décède le 20 mars 2012 à l'hôpital municipal de Kawasaki d'une infection pulmonaire.

## Travaux

### En tant que directeur
| Année     | Titre                                                                                | Studio                                       |
| --------- | ------------------------------------------------------------------------------------ | -------------------------------------------- |
| 1967      | Chauve-souris dorée                                                                  | Dai-ichi Doga                                |
| 1968-1969 | Monstre humanoïde Bem                                                                | Dai-ichi Doga                                |
| 1970      | Chippo the Mischievous Angel (ja)                                                    | Dai-ichi Doga                                |
| 1974-1975 | My Neighbor Tamageta (ja)                                                            | Studio Zéro                                  |
| 1977      | Glacier Warrior Gaislugger (ja)                                                      | Divertissement TMS                           |
| 1977-1978 | Manga Nihon Emaki (ja)                                                               | Productions mondiales                        |
| 1978-1979 | Cuirassé spatial Yamato II                                                           | Productions de l'Académie                    |
| 1980-1981 | Astro Boy                                                                            | Productions Tezuka                           |
| 1982-1983 | Macross Forteresse Super Dimension                                                   | Artland et Tatsunoko                         |
| 1983-1984 | Orguss du Siècle Super Dimension                                                     | Artland et TMS Divertissement                |
| 1984      | Macross : Vous souvenez-vous de l'amour ?                                            | Artland, Tatsunoko et Topcraft               |
| 1985      | Mégazone 23 - Partie I                                                               | AIC, Artland et Tatsunoko                    |
| 1986      | La harpe de Birmanie                                                                 | Nippon Animation & Artland                   |
| 1988-1997 | Légende des héros galactiques                                                        | Kitty Film Mitaka Studio                     |
| 1988      | Topo Gigio                                                                           | Animation nipponne et arts trans             |
| 1989      | Star Cat Fullhouse (ja)                                                              | Terre d'art                                  |
| 1989      | Locke le Superman : Seigneur Léon                                                    | Animation japonaise                          |
| 1989      | Flammes bleues                                                                       | Terre d'art                                  |
| 1990      | Koiko's Daily Life (ja)                                                              | Terre d'art                                  |
| 1991      | Locke le Superman : nouveau commandement mondial                                     | Animation japonaise                          |
| 1992-1993 | Journal illustré de Mikan                                                            | Animation japonaise                          |
| 1998      | Légende des héros galactiques : cent milliards d'étoiles, cent milliards de lumières | Artland, Magic Bus, Shaft & Mushi Production |
| 1999-2001 | Légende des Héros Galactiques : Labyrinthe Spirale                                   | Artland et bus magique                       |
| 1999-2002 | dixGuerriers de Tokyo                                                                | Zexcs                                        |
| 2008-2009 | Tytanie                                                                              | Terre d'art                                  |
| 2008      | Pattenrai !!                                                                         | Production de champignons                    |